# درک جارمن
درک جارمن (انگلیسی: Derek Jarman؛ ۳۱ ژانویهٔ ۱۹۴۲ – ۱۹ فوریهٔ ۱۹۹۴) کارگردان، طراح صحنه، فیلم‌نامه‌نویس و هنرمند اهل بریتانیا بود. وی بین سال‌های ۱۹۷۰ تا ۱۹۹۴ میلادی فعالیت می‌کرد.
از فیلم‌های ساختهٔ او می‌توان به آبی، سباستین، مرثیه جنگ، باغ، ویتگنشتاین، کاراواجو، طوفان، ادوارد دوم، سرور و آریا اشاره کرد.
جارمن همجنس‌گرایی خود را پنهان نمی‌کرد و با ویدئوهایی که از زندگی خود می‌ساخت، برای بهبود وضعیت قانونی همجنس‌گرایی تلاش می‌کرد. او در ۵۲ سالگی به‌دلیل بیماری ایدز در لندن از دنیا رفت.